# Erdbeben von Hongdong 1303
Koordinaten: 36° 48′ 0″ N, 111° 42′ 0″ O
Das Erdbeben von Hongdong (chinesisch 洪洞趙城地震) ereignete sich am 25. September 1303 gegen 20 Uhr abends nahe Hongdong in der Yuan-Dynastie des Mongolischen Reiches in China. Das Epizentrum lag zwischen Huozhou und Lingshi bei 36,8° N, 111,7° O nahe den heutigen Kreisen Hongtong und Zhaocheng in der Provinz Shanxi. Das Erdbeben hatte eine geschätzte Magnitude von 7,2–7,6 (nach älteren Schätzungen 8,0). Mit geschätzten 200.000–270.000 Todesopfern gehört es zu den schwerwiegendsten Erdbeben aller Zeiten, mehrere hunderttausend weitere wurden verletzt. Die Angabe 270.000 stammt aus der Schrift „Rekonstruktion der drei heiligen Türme“ von 1685, wird jedoch von mehreren modernen Untersuchungen unterstützt. Insgesamt starben etwa 28 % der Menschen in den betroffenen Gebieten.

## Beschreibung
Das Erdbeben ereignete sich vermutlich an der Taigu-Verwerfungszone im Shanxi-Grabensystem, die seitdem keine seismische Aktivität mehr zeigt. Geländestufen und Verwerfungen in der Region werden als Beweise dafür angeführt. Seismologisch betrachtet entstand es als rechtsseitige Blattverschiebung mit Abschiebungen oder extensionale vertikale Verwerfung am Huoshan-Piedmont-Graben mit einer 98 bis 160 km langen Bruchzone und maximal fünf Metern vertikaler Versetzung. Es markierte den Anfang einer jahrhundertelangen Zeit erhöhter Erdbebenaktivität in China. Es war auch das erste bekannte von vielen Erdbeben in China, das sich nahe einem Lössplateau ereignete. Je nach Quelle war das Erdbeben von Hongdong das zweit- bis viertschwerste Erdbeben nach Opferzahl in China, es gehört zu den zehn verheerendsten Erdbeben aller Zeiten. Außerdem soll es das erste dokumentierte Erdbeben der Magnitude 8 in China (mittlerweile angezweifelt) sowie das viertstärkste in China überhaupt gewesen sein.
Die maximale Intensität der Erdbebens betrug Stufe XI auf der Mercalliskala. Das betroffene Gebiet entlang des Beckens des Fen He erstreckte sich 500 km Nord-Süd und 250 km Ost-West. Der Boden in den nahe dem Epizentrum gelegenen, dicht besiedelten Taiyuan- und Linfen-Becken ist weich, was die Auswirkungen des Bebens verstärkte. Da das Erdbeben abends stattfand, befanden sich viele Menschen in einstürzenden Gebäuden, besonders die traditionellen Wohnungen in Lösshöhlen in Shanxi und Häuser mit Erdwänden hielten dem Beben nicht stand. Einen Vorschock, der die Menschen hätte warnen können, gab es nicht.

## Historische Quellen
In der zweiten Hälfte des 20. Jahrhunderts wurden historische Informationen über das Erdbeben aus der Yuanshi, lokalen Chroniken von Provinz- und Präfekturregierungen, lokalen historischen Dokumenten (Literatur und Poesie) sowie archäologischen Forschungen und anderen kulturellen Relikten wie Inschriften und Tafeln zusammengestellt, die zusammengenommen mehr als 30.000 Wörter über das Erdbeben enthalten. Die Annalen von 51 Präfekturen und Kreisen in den Provinzen Shanxi, Shaanxi und Henan beschreiben die bei dem Erdbeben entstandenen Schäden, in Shanxi gibt es viele detaillierte Inschriften auf Stelen dazu.

## Auswirkungen
In Taiyuan und Pingyang wurden über 100.000 Gebäude beschädigt, laut den zeitgenössischen Steintafeln von Qing Hupin kamen über 200.000 Menschen um Leben, viele davon in Lösshöhlen. An der Straße von Pingyang stürzten laut den Holztafeln von General Hebo 70 % der Häuser ein und 75.000 Menschen starben. In den Städten Hongdong und Zhaocheng stürzen alle Tempel und Schulen ein (u. a. Cahngchun-Tempel in Zhaocheng, unterer Teil des Guangshan-Tempels in Hongdong), mehr als die Hälfte der Bevölkerung kam zu Tode. Im Kreis Huo wurden alle Gebäude zerstört, darunter der Guangshun- und der Fuchang-Tempel. Der Ganying-Tempel in Quhuo wurde stark beschädigt. Viele der Stadtmauern und wichtigen Kanäle in der Provinz Shanxi wurden ruiniert; Bodenspalten taten sich auf und wurden zu Flüssen. Der 50. Band des Yuanshi berichtet von bei dem Erdbeben entstandenen Kanälen und Quellen, aus denen schwarzer Sand sprudelte. Das Beben verursachte in den Taiyuan- und Linfen-Becken eine Reihe von bis zu 5 km langen Lössrutschen, die zu den verursachten Schäden beitrugen. Laut einiger Berichte soll das Erdbeben sogar ganze Hügel eingeebnet und die Topografie der Region permanent verändert haben. Großflächige Umweltveränderungen könnten durch Senkungen und Bodenverflüssigung hervorgerufen worden sein. In den am stärksten betroffenen Regionen gibt es heute keine Gebäude, die vor 1303 gebaut wurden. Viele der zerstörten Tempel wurden jedoch neu errichtet.
Kaiser Yuan Chengzong sandte nach Erhalt des Berichts Hilfe in die Region und erließ der Bevölkerung Steuern. Der Wiederaufbau kam aufgrund weiterer Erdbeben in den folgenden Jahren und der stark zerstörten Infrastruktur nur langsam voran. Der Kaiser fürchtete, die Götter des Berges Huo verärgert zu haben und schickte seinen Minister Lin Yuan, um dem Berg zu huldigen und sie so zu besänftigen. In den drei folgenden Jahren gab es weitere Nachbeben, es herrschte Dürre und die Ernte blieb aus, die Menschen litten an Hunger und Kälte, viele vertrieb es. Der Kaiser war entsetzt und änderte Straßennamen, um die Nachbeben zu beruhigen. Das Erdbeben hatte schwerwiegende Auswirkungen auf das soziale, politische und wirtschaftliche Leben der Yuan-Dynastie.